# سرور (عزبة)
سرور، عزبة تابعة لقرية شباس الملح، التابعة لمركز دسوق، التابع لمحافظة كفر الشيخ في جمهورية مصر العربية.